# April Lee Hernández
April Lee Hernández (31 de enero de 1980) es una actriz de cine y televisión estadounidense de ascendencia puertorriqueña. Es también conocida como April L. Hernández y April Hernández Castillo. Es conocida también por participar en la película Freedom Writers como Eva.

## Vida personal
Hernández creció cerca del Grand Concourse en el Bronx. Tiene ascendencia puertorriqueña y se ha descrito a sí misma como una  "Latina fuerte". Hernández estudió nutrición en el Hunter College, pero lo dejó para seguir una carrera cómica tras ser inspirada por la producción de John Leguizamo en Broadway, Mambo Mouth. Hernández está casada con José Castillo. La pareja dio la bienvenida a su hija, Summer Rose, el 30 de septiembre de 2012.

## Carrera

### Televisión
Aparte de actuar en comedias en vivo, también ha aparecido en varios anuncios, así como en la serie ER, Law & Order, y 30 Rock. En junio de 2010 fue parte del reparto de la serie de culto americana Dexter.
Apareció en la serie Person of Interest en el episodio "Legacy", el cual fue estrenado el 18 de enero de 2012, en donde interpreta a una abogada que había cambiado la vida que le rodeaba tras una niñez llena de altibajos.

### Cine
Es conocida por su papel en la película dramática de 2007 Freedom Writers, donde interpreta a Eva, basada en la estudiante de instituto María Reyes. Hernández ha dicho que estaba "determinada" a participar en Freedom Writers. Admira a Jennifer Lopez,y ha dicho que Lopez "abrió la puerta para ella para no tener que escoger ciertos roles" como actriz hispano-americana.

## Filmografía

### Cine
- Rap War One (2004)
- Freedom Writers (2007)
- The Big Wes (2009)
- The History of Future Folk (2012)
- Officer Down (2013)

### Televisión
- Law & Order (2004)
- Blind Justice (2005)
- Johnny Zero (2005)
- ER (2005-2006)
- 30 Rock (2007)
- The View (2007)
- Nurse Jackie (2009)
- Dexter (2010)
- Person of Interest (2012)
- Black Box (2014)
- Law and Order: Special Victims Unit (2015)
- new amsterdam: episodio 10  (2019)